# Colony House Motor Lodge
 (mars 2023).
Le Colony House Motor Lodge est un ancien motel américain à Roanoke, en Virginie. Construit au milieu du XXe siècle, il est inscrit au Virginia Landmarks Register depuis le 8 décembre 2022 et au Registre national des lieux historiques depuis le 8 mars 2023.